# Карлуково
Вижте пояснителната страница за други значения на Карлуково.
Карлу̀ково е село в Северна България, област Ловеч, община Луковит.

## География

### Разположение
Намира се на около 52 km западно от областния център Ловеч, 9 km югозападно от общинския център Луковит и 12 km южно от град Червен бряг.
Селото е разположено в територия с хълмист релеф в западния Предбалкан, в Карлуковския карстов район, частично в просичащия района пролом на река Искър, известен в географската литература като Карлуковски пролом. Проломът започва след село Кунинò и завършва североизточно от село Реселѐц.

### Геоморфология
Поради геоморфоложките условия в Карлуковския карстов район в землището на Карлуково могат да се наблюдават всички известни карстови форми, включително блатото Лилов вир (Лилов гьол), от малкото останали в България карстови блата. Известни са над 600 пещери – хоризонтални и пропастни, сухи и водни. Най-атрактивна е пещерата Проходна, която се слави с най-високия естествен свод на Балканите и със скалната забележителност Окната. Пещерата Темната дупка е с дължина 215 м и денивелация 44 м.

### Екология
Землището на Карлуково е частично в обхвата на защитена зона Карлуковски карст в България от екологичната мрежа „Натура 2000“ по Директивата за птиците.
Карлуковският карстов комплекс заедно с Крайпътния ландшафтен парк „Панега“, разположен край Луковит, образуват Геопарк „Искър-Панега“.

### Климат
Климатът е умереноконтинентален, характеризиращ се с топло лято, студена зима, голяма сезонна амплитуда на температурата на въздуха, пролетно-летен максимум и зимен минимум на общо взето недостатъчните валежи и сравнително устойчива снежна покривка.

## История
Карлуково съчетава природни и исторически забележителности, като районът е населяван от дълбока древност.
Там по време на Второто българско царство е имало голям манастир, познат под името „Викторова лъка“, около който са възникнали средновековната църква „Успение Богородично“ (чийто последен стенописен слой датира от 1602 година), както и скалните манастири „Света Марина“, „Свети безсребреници Дамян и Козма“ и „Свети Никола“ (Глигора). Заедно с изградения в най-ново време храм „Света Троица“ общият брой на църквите в Карлуково е 5, което е признак на високо културно и историческо наследство в селото.
В началото на османското владичество, а вероятно и още по времето на Втората българска държава, то е влизало в кааза (област) Мроморнича (бълг. Мраморница).

## Население
По данни в Националния регистър на населените места, воден от Националния статистически институт, населението на Карлуково е било 2098 души към 1934 г., 2221 души – максимум, към 1946 г., намаляло е двойно до 1090 души към 1992 г. (средно с по 24 – 25 души годишно), след което по-плавно намалява до 722 души към 2018 г. (средно с по 14 – 15 души годишно).
Численост и дял на етническите групи според преброяването на населението през 2011 г.:
|                     | Численост | Дял (в %) |
| Общо                | 847       | 100,00    |
| Българи             | 651       | 76,85     |
| Турци               | 4         | 0,47      |
| Цигани              | 182       | 21,48     |
| Други               | 7         | 0,82      |
| Не се самоопределят | 0         | 0,00      |
| Неотговорили        | 3         | 0,35      |

## Транспорт
Карлуково разполага с гара на преминаващата през Карлуковския пролом железопътна линия София – Горна Оряховица – Варна.
Има пътна връзка с общинския център град Луковит и околните села, а през селата Румянцево и Златна Панега – с европейския път Е83 и автомагистрала Хемус.

## Институции
Село Карлуково е център на кметство Карлуково.
Читалище „Дико Илиев“
Това е действащо читалище, регистрирано под номер 894 в Министерството на културата на Република България. Има библиотека с 11 448 тома. Носи името на фолклорния композитор и диригент Дико Илиев.
Държавна психиатрична болница
През 1902 г. на територията на Карлуковския манастир е построен със съгласието на Българската православна църква приют за душевно болни. С този приют се поставя началото на съществуването на Държавната психиатрична болница в Карлуково (ДПБ Карлуково), чествала 110-годишния си юбилей през 2012 г.
Болницата се намира в близост до гара Карлуково. Църквата „Успение Богородично“ – единствената оцеляла част от манастира, остава в двора ѝ.
Национален пещерен дом
На около 250 м източно от Държавната психиатрична болница, на отсрещния бряг на р. Искър е „кацнал“ на висока скала Националният пещерен дом „Петър Трантеев“.

## Забележителности
Природната забележителност „Карлуковски карстов комплекс" с пещерите: Темна дупка; Проходна; Свирчовица; Банковица и Хайдушката дупка е учредена със Заповед № 2810 от 10 октомври 1962 г. на (тогавашното) Главно управление на горите към Министерския съвет (ГУГ), ДВ бр. 56 от 1963 г. Комплексът е еталонен в Международната програма за произхода и развитието на карста International Programme of Genesis and Evolution of Karst (PIGEK). Припокрива се частично от Националната екологична мрежа „Натура 2000“ във връзка с директивите на ЕС за птиците и местообитанията.

## Личности
Родени
- Христо Цанев Карлуковски (1870 – 1956), индустриалец (основател на фабрика „Енергия“ в Бяла Слатина) и общественик, деец на БРСДП (ш. с.)
- Дико Илиев (1898 – 1984), фолклорен композитор и диригент
- Димитър Ненчев, (р. 1939), политик от БКП

## Галерия
- Читалище „Дико Илиев“
- Църквата „Св. Троица“
- Държавната психиатрична болница
- Пещерата Проходна
- Националният пещерен дом
- Искър в Карлуковския пролом